# 광주진흥중학교
광주진흥중학교(光州振興中學校)는 대한민국 광주광역시 광산구 신창동에 위치한 사립 중학교이다.

## 학교 연혁
- 1971년 4월 24일 : 학교법인 송암학원 설립인가
- 1971년 12월 29일 : 광주진흥중학교 설립인가
- 1972년 1월 20일 : 광주진흥중학교 초대 교장 조규진 선생 취임
- 1972년 3월 9일 : 개교 및 입학식 거행
- 1975년 1월 10일 : 제1회 졸업식 거행
- 1978년 3월 10일 : 학칙변경 인가 (학년당 8학급, 총 24학급)
- 2004년 2월 16일 : 학교법인 송암학원 이전 (신창동)
- 2014년 10월 23일 : 조용성 이사장 취임
- 2022년 2월 8일 : 제48회 졸업(239명) 총 졸업생 수(19,863명)
- 2022년 3월 1일 : 제14대 교장 김성호 선생 취임

## 참고 자료
- 광주진흥중학교 - 한국교육학술정보원 학교알리미